# اوکهالی محله
اوکھلی موہلہ (به انگلیسیOkhali Mohla) یک روستا در پاکستان است که در ناحیه خوشاب واقع شده‌است.